# Kamienne Tomanowe

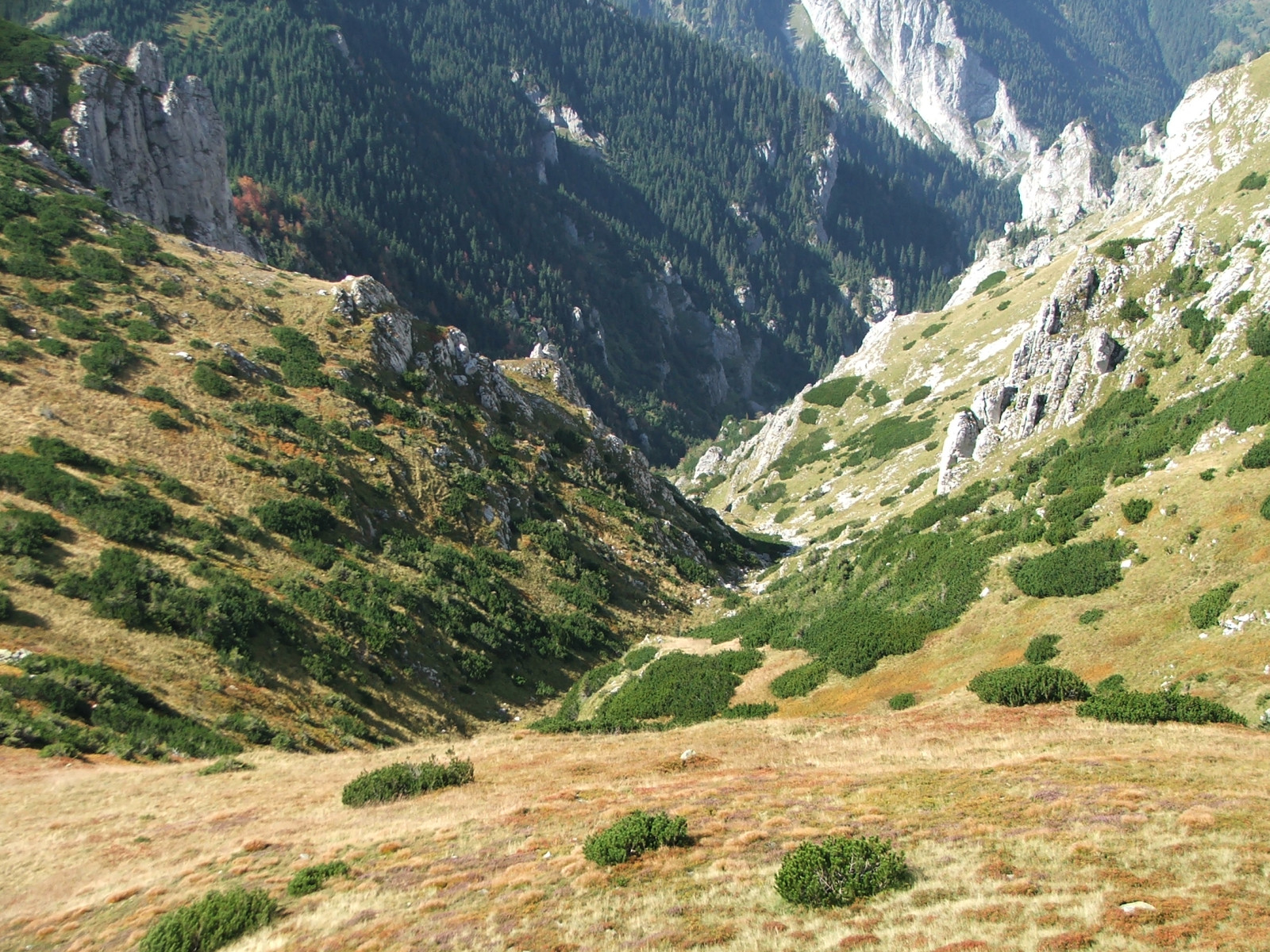
Kamienne Tomanowe

Kamienne Tomanowe – górna część Wąwozu Kraków w Dolinie Kościeliskiej w Tatrach Zachodnich. Jest to kamienno-trawiasty wąwóz z pojawiającymi się już kępami kosodrzewiny. Rozpoczyna się pod stromym urwiskiem Kazalnicy na zachodnich zboczach Ciemniaka (jeden ze szczytów Czerwonych Wierchów) i stromo opada do Płaśni między Progi. Kamienne Tomanowe ograniczone jest od północy zboczami Wysokiego Grzbietu, od południa Tomanowego Grzbietu. Na wapiennym podłożu bogata gatunkowo flora tatrzańskich roślin wapieniolubnych. M.in. rośnie tutaj ostrołódka Hallera, gatunek w Polsce występujący tylko w Tatrach i to na niewielu tylko stanowiskach. Często spotyka się tutaj kozice. Obszar ten jest nieudostępniony turystycznie, ale jest bardzo dobrze widoczny z zielonego szlaku turystycznego z Doliny Tomanowej na Chudą Przełączkę przez Czerwony Żleb (znajduje się tuż poniżej ścieżki).